# Afro-Asiatiques
Pour les articles homonymes, voir Afro-asiatique.
Une personne afro-asiatique, en anglais américain Blasian (« Black-Asian ») est issue d'un métissage et ses ancêtres viennent d'Afrique subsaharienne et d'Asie de l'Est.

## Histoire

### Caraïbes
Dans les années 1860, des Asiatiques arrivent dans les Caraïbes pour être utilisés comme main-d'œuvre sous un statut apparenté au servage. Cet épisode est connu sous le nom de Commerce des Coolies.

## Personnalités afro-asiatiques
Beaucoup d'Afro-Asiatiques ont réussi dans l'industrie du divertissement ou dans le sport, en particulier aux États-Unis et au Royaume-Uni. En voici une liste non exhaustive : Aja Kong, Amerie, Jhené Aiko, Apl.de.ap, Cassie, Chad Morton, Denyce Lawton, Diana King, Foxy Brown, Hines Ward, Jero, Johnnie Morton, Kelis, Naomi Campbell, Nicki Minaj, Nicole Lyn, OBI, Patrick Kas, Rozonda Thomas, Sean Paul, Sharon Leal, Sheila Hudson, Tasha Reid, Tiger Woods, Tyga, Tyson Beckford, Naomi Osaka,David Alaba, Steve Lacy, Zion Suzuki, H.E.R., Sydney Park, Tiger Woods, Jennie Pegouskie, Tati Gabrielle, Saweetie, Karrueche Tran, Future, Ne-Yo, Ayesha Curry
On peut également citer les modèles et des designers comme Chanel Iman, Kimora Lee et Naomi Campbell. Le diplomate et homme politique gabonais, Jean Ping est aussi afro-asiatique.